# The Concrete Confessional
The Concrete Confessional es el séptimo álbum de la banda estadounidense de metalcore Hatebreed. Fue lanzado el 13 de mayo de 2016 vía Nuclear Blast Records.

## Antecedentes
El 23 de marzo de 2016 Nuclear Blast Records subió un tráiler del nuevo álbum anunciando la fecha de salida, portada, título y fechas de sus próximas presentaciones promocionando el álbum en las cuales se presentaran en Europa y América del Norte.

## Lista de canciones
Todas las canciones escritas y compuestas por Hatebreed. 
| N.º   | Título                             | Duración |  |
| 1.    | «A.D.»                             | 2:50     |  |
| 2.    | «Looking Down the Barrel of Today» | 2:41     |  |
| 3.    | «Seven Enemies»                    | 2:05     |  |
| 4.    | «In the Walls»                     | 2:10     |  |
| 5.    | «From Grace We've Fallen»          | 2:41     |  |
| 6.    | «Us Against Us»                    | 2:04     |  |
| 7.    | «Something's Off»                  | 3:49     |  |
| 8.    | «Remember When»                    | 2:40     |  |
| 9.    | «Slaughtered in Their Dreams»      | 2:16     |  |
| 10.   | «The Apex Within»                  | 2:29     |  |
| 11.   | «Walking the Knife»                | 2:36     |  |
| 12.   | «Dissonance»                       | 2:12     |  |
| 13.   | «Serve Your Masters»               | 2:55     |  |
| 33:28 |                                    |          |  |